# П'яне (річка)
П'яне — річка у Млинівському районі Рівненської області, ліва притока Зборів (басейн Дніпра).

## Опис
Довжина річки приблизно 6 км. Висота витоку річки над рівнем моря — 213 м, висота гирла — 203 м, падіння річки — 10 м, а похил — 1,67 м/км. Формується з багатьох безіменних струмків та 2 водойм. 

## Розташування
Бере початок у селі П'яннє. Тече на північний захід у межах сіла Зоряне. Біля села Велико Городниця  впадає до річки Зборів, праву притоку Стиру.